# Arkitekturupprorets pris för årets vackraste nyproduktion
Arkitekturupprorets pris för årets vackraste nyproduktion är ett svenskt arkitekturpris som ges ut av Arkitekturupproret. Priset är tänkt att lyfta fram nyproduktion i klassisk stil och stå i kontrast till andra svenska arkitektpris så som Kasper Salin-priset.
Vinnaren baseras på en omröstning bland Arkitekturupprorets medlemmar och delas ut samtidigt som priset för fulaste nyproduktion, kallat Kasper Kalkon-priset. De utgör två av tre årliga priser, tillsammans med Arkitekturupprorets pris för årets fake view  (störst skillnad mellan inspirationsbilder under inför och under byggnation samt resultat) som Arkitekturupproret delar ut.

## Vinnare genom åren
| År   | Bild | Byggnad                                 | Plats     | Arkitekt(er)              | Byggherre                                    | Beskrivning |
| ---- | ---- | --------------------------------------- | --------- | ------------------------- | -------------------------------------------- | --- |
| 2017 |      | Åbergsleden 6                           | Boden     |                           |                                              | Ett flerbostadshus anpassat för att smälta in ett anrikt bostadsområde som från början av 1900-talet varit boende för officerare vid artilleriregementet A8 |
| 2018 |      | Bostadsrättsföreningen Sparven          | Norrtälje | Sweco Arkitekter          |                                              | Bostadshus byggts med inspiration från det tidigare tornhuset som låg på tomten.                                                                            |
| 2019 |      | Trygghetsboendet Stenebos               | Järvsö    | Joakim Östberg            | Ljusdalshem & Sidskogen Bygg & Anläggning AB | |
| 2020 |      | Byggfirman Jupiter & Grans snickerihall | Sundsvall | Tradition Arkitekter      |                                              | |
| 2021 |      | Lynghusen i Harplinge                   | Halmstad  | Okidoki Arkitekter        |                                              | |
| 2023 |      | Ekmansgatan 5                           | Göteborg  | Albert Svensson för Inobi |                                              | |
| 2024 |      | Tygvävaren                              | Alingsås  | Åsa Eklöf                 | Plusbo Fastighets AB                         | |
| 2025 |      | Nacka Grace                             | Nacka     | Brunnberg & Forshed       | Wallenstam                                   | |